# Iniciativa de Pagos Europea
La Iniciativa de Pagos Europea (o EPI por sus siglas en inglés de European Payments Initiative) es una iniciativa respaldada por el Banco Central Europeo para crear un sistema de pago y red interbancaria europea para competir con las empresas Mastercard y Visa.
Su objetivo es permitir a los consumidores y comerciantes europeos realizar pagos de nueva generación para todo tipo de transferencias de persona a persona y transacciones minoristas a través de un monedero digital, denominado Wero. Wero se basa en pagos instantáneos de cuenta a cuenta y eliminará intermediarios en la cadena de pagos y los costos asociados.
El sistema tiene el apoyo de la Comisión Europea y en 2021 aglutina 31 de los bancos más grandes de Europa como Deutsche Bank y Commerzbank en Alemania, Banco Santander y BBVA en España, Intesa Sanpaolo y UniCredit en Italia, Grupo ING en los Países Bajos y BNP Paribas en Francia. Este sistema reemplazaría los sistemas de pago nacionales de Europa como la alemana Girocard y la francesa Carte Bancaire.

## Historia

### Primer intento
La idea de introducir una tarjeta europea dentro de la Zona Única de Pagos en Euros nació en el 2008. En 2010, los grandes bancos europeos de más de diez países se reunieron en Madrid en el Simposio de Madrid para discutir la iniciativa y los planes para avanzar el proyecto.
Para 2011, el denominado «Proyecto Monnet» había desarrollado detallados planes técnicos y empresariales para la fusión de los distintos sistemas nacionales de pago. Para entonces el proyecto ya incluía a 24 bancos de siete países de la Unión Europea.
Aun así, los defensores del sistema no creían que podrían desarrollar un modelo empresarial viable que no incluyese tarifas a los bancos participantes para que el proyecto fuese viable comercialmente. Esto causó preocupación dentro de la Comisión Europea ya que no estaba dispuesta en aprobar algo que podría erosionar el mercado libre. Por tanto, rechazó aprobar cualquier sistema, incluso uno nuevo, con tarifas que superase el bajo nivel que buscaba.
Debido a los intereses comerciales que prevalecían sobre una iniciativa paneuropea y en la ausencia de una clara fuente de ingresos para los bancos, el proyecto se paró. Finalmente, el proyecto fue disuelto en abril de 2012 debido a "la percibida ausencia de un modelo empresarial viable", según el Banco Central Europeo.

### Antecedentes
El único sistema de pago único que en términos generales se podría considera como una tarjeta europea fue Visa Europa, pero esta fue adquirida por la casa matriz, Visa Inc. en junio de 2016.

### Fundación
El proyecto se anunció en 2020 bajo el nombre de Pan-European Payments System Initiative (PEPSI) que luego cambiaría al actual Iniciativa de Pagos Europea (EPI).
En julio de 2020, un grupo de 16 bancos europeos importantes de cinco países (Alemania, Bélgica, España, Francia y los Países Bajos) anunciaron su respaldo a la iniciativa y programas de desarrollo para su creación. Estos bancos incluyen: Banco Santander, BBVA, BNP Paribas, CaixaBank, Commerzbank, Crédit Agricole, Crédit Mutuel, Deutsche Bank, Deutscher Sparkassen- und Giroverband, DZ Bank, Groupe BPCE, ING, KBC Bank, Société Générale y UniCredit.
En junio de 2021, 31 bancos eran miembros del proyecto, incluyendo Abanca, Bancontact, Banco Sabadell, Bank Polski, Caixabank, Caja de Ingenieros, Caja Rural, Grupo Cooperativo Cajamar, Ibercaja, Payconiq y Unicaja Banco.

### Lanzamiento de Wero
El primer sistema de pagos en tiempo real entre consumidores fue planeado para lanzarse a principios de 2022, sin embargo luego de retrasos el sistema fue lanzado en julio de 2024 bajo el nombre Wero.

## Infraestructura
La Iniciativa de Pagos Europea está basada en la iniciativa Zona Única de Pagos en Euros, que permite la transferencia inmediata de crédito y efectuar pagos en euros. La red de EPI utilizaría las potentes y sofisticadas infraestructuras ya existentes, como el sistema de pago en tiempo real TARGET2 del Eurosistema, la autoridad monetaria de la Eurozona.